# Isla Carnac
La isla Carnac es una reserva natural situada a unos 10 kilómetros al suroeste de Fremantle, Australia Occidental. 
En 1803, el explorador francés Louis de Freycinet, capitán del Casuarina, bautizó la isla con el nombre de Île Pelée (Isla Calva). También fue conocida como Île Lévilian y más tarde, Île  Berthelot. En 1827, James Stirling le cambió el nombre por el de isla Pulo Carnac en honor a John Rivett Carnac, subteniente de su barco el HMS Success. "Pulo" significa "isla" en malayo; no se sabe por qué Stirling incluyó el término, y pronto se abandonó.
Entre octubre y noviembre de 1838, la isla fue declarada por el gobierno colonial de la Colonia del Río Swan como prisión para los indígenas australianos. La prisión estaba formada por dos guardias, un supervisor llamado RM Lyon, y tres prisioneros llamados Yagan, Danmera y Ningina. Las condiciones de aislamiento hicieron que los soldados ayudaran a los prisioneros a escapar en un barco robado de los almacenes del gobierno.
En 1884, el gobierno colonial declaró la isla como estación de cuarentena para Fremantle, pero parece que nunca se utilizó para ese fin.
En 1916, el Gobierno Federal Australiano asumió el control de la isla con fines de defensa, y la isla fue transferida de nuevo al Estado de Australia Occidental en 1961.

## Galería
|  |  |